# Eremiaphila nilotica
Eremiaphila nilotica è una specie di mantide religiosa appartenente al genere Eremiaphila. È originaria del bacino fluviale del Nilo, ed è facilmente riscontrabile in Egitto.